# Кино в Севкабеле
«„Кино“ в Севкабеле» — концертный альбом и видео рок-группы «Кино», записанный 31 января 2021 года. Выпущен 15 марта 2021 года в форматах CD, LP, MC, а также в подарочном бокс-сете.

## История записи
В 2019 году участники группы «Кино» запланировали проведение серии концертов в России и за её пределами, представив публике новое прочтение хитов группы. Репетиции начались осенью 2019 года, из оригинального состава группы в них приняли участие гитарист Юрий Каспарян и два бас-гитариста — Александр Титов и Игорь Тихомиров. В планы музыкантов вмешалась разразившаяся пандемия коронавируса, и вместо концертного тура музыканты обратились к идее записи фильма с исполнением подготовленной программы. Для сбора средств на съёмку фильма и запись музыкального материала была использована платформа сайта Planeta.ru. Было объявлено, что записи на компакт-дисках и других носителях будут доступны лишь для участников краудфандинга, для широкой публики предназначена запись концерта на платформе YouTube, которая стала доступна 15 марта 2021 года. Запись концерта выложена и на других платформах — «Яндекс Музыке», Apple Music, Spotify, «ВКонтакте».

## Список композиций
| №   | Название                      | Длительность |
| --- | ----------------------------- | ------------ |
| 1.  | «Песня без слов»              | 4:48         |
| 2.  | «Мама, мы все тяжело больны»  | 4:07         |
| 3.  | «В наших глазах»              | 3:45         |
| 4.  | «Электричка»                  | 4:55         |
| 5.  | «Бездельник»                  | 3:12         |
| 6.  | «Музыка волн»                 | 4:24         |
| 7.  | «Время есть, а денег нет»     | 3:22         |
| 8.  | «Мы хотим танцевать»          | 3:49         |
| 9.  | «Война»                       | 4:41         |
| 10. | «Дальше действовать будем мы» | 4:17         |
| 11. | «Бошетунмай»                  | 3:56         |
| 12. | «Сказка»                      | 5:53         |
| 13. | «Кукушка»                     | 7:02         |
| 14. | «Следи за собой»              | 6:18         |
| 15. | «Мама — Анархия»              | 3:28         |

## Участники записи

### Группа «Кино»
- Виктор Цой — вокал (архивные записи)
- Юрий Каспарян — лидер-гитара, бэк-вокал
- Игорь Тихомиров — бас-гитара, бэк-вокал
- Александр Титов — бас-гитара, бэк-вокал

### Сессионные музыканты
- Дмитрий Кежватов — акустическая гитара, бэк-вокал;
- Олег Шунцов — ударные.

### Производство
- Александр Цой — идея и реализация проекта;
- Евгений Фёдоров — музыка в интро;
- Андрей Алякринский — запись, сведение и звук на концерте;
- Борис Истомин — мастеринг.

## Хронология выпуска
| Страна | Дата | Лейбл                 | Форматы | Каталог   |
| ------ | ---- | --------------------- | ------- | --------- |
| Россия | 2021 | Изданы Группой "Кино" | LP      | Нет       |
| Россия | 2021 | Изданы Группой "Кино" | CD      | Нет       |
| Россия | 2021 | Изданы Группой "Кино" | CS      | Нет       |
| Россия | 2022 | СК Лекс Рекордс       | CS      | MC 01-002 |

## Отзывы и критика
Музыкальный критик Алексей Мажаев в рецензии для портала InterMedia положительно высказался об альбоме:
Проект получился очень достойным — и сохранив дух песен Цоя, и выведя их на новый технический уровень. Давно знакомые музыкальные партии приобретают на альбоме новый объём и звучание, да и голос Цоя звучит хоть и аутентично, но как-то свежо — видимо, впервые избавившись от флёра кассетно-винилового шуршания. Виктор присутствует на сцене почти незримо: продюсеры проекта не стали мастерить голограмму (которые пока выглядят карикатурно) и даже отказались от синхронизирования голоса Цоя с его изображением. Концерт проходит под специальный видеоряд — отчасти абстрактный, отчасти сюжетный — а кадры с участием Виктора появляются время от времени. В этом видится символичность: никто не делает вид, что Цой с нами; вместе с тем, есть его голос, а иногда откуда-то сверху появляется и видеозапись.